# Montlingen
Montlingen ist ein Dorf in der Gemeinde Oberriet, im Wahlkreis Rheintal des Kantons St. Gallen.

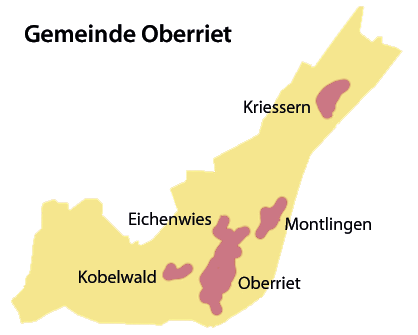
Karte der politischen Gemeinde Oberriet mit den zugehörigen Ortsgemeinden

## Geographie
Begrenzt durch den Rhein und den Ausläufer des Alpsteingebirges liegt Montlingen mitten im St. Galler Rheintal. Es gehört neben Kriessern, Eichenwies, Kobelwald sowie weiteren Weilern zur politischen Gemeinde Oberriet.
Der ältere Dorfteil liegt am Fusse des Montlinger Berges, die neueren Wohngebiete verteilen sich rund um das «Bergli». An dessen Nordseite liegt der ehemalige Steinbruch «Kolbenstein», der zur Zeit der Rheinregulierung mit einem Gleis an die Dienstbahn der Internationalen Rheinregulierung angeschlossen war.
Zwischen Montlingen und Eichenwies fliesst der Rheintaler Binnenkanal, der nordöstlich von Montlingen die dritte und letzte Staustufe mit der Zentrale der Rheintaler Binnenkanalwerke aufweist.
Die Dorfgemeinschaft ist in der Ortsgemeinde Montlingen organisiert. Sie ist zusammen mit anderen Ortsgemeinden und Rhoden eine Teilgemeinde innerhalb der politischen Gemeinde Oberriet.
Die Ortsgemeinde Montlingen besitzt oberhalb von Kobelwald das Alpgebiet «Montlinger Schwamm», wo in den Sommermonaten Rinder gesömmert werden. Gäste werden in einem Berggasthaus verpflegt.

## Bevölkerung
Mit dem Stand vom 31. Dezember 2009 hatte Montlingen 1843 Einwohner. Dies entspricht einem Anteil von 23 % der Gemeinde Oberriet, in der rund 8000 Personen leben.

## Geschichte
Montlingen erhielt seinen Namen durch den kleinen Inselberg monticulus (übersetzt: «kleiner Berg») mitten im Dorf. Auf diesem in der Ebene des St. Galler Rheintals aufragenden Montlingerberg  lebten bereits Menschen ab der zweiten Hälfte des 11. Jahrhunderts vor Christus. Ausgrabungen aus den 1920er-Jahren unter Hans Bessler und in den 1950er-Jahren fanden einen spätbronzezeitlichen Wall, sowie Besiedlungsspuren der Eisenzeit, die im 1. Jahrhundert n. Chr. abbricht. Durch die erhöhte Lage rund 60 Meter über dem heutigen Dorf waren die Menschen von den häufigen Hochwassern des Alpenrheins geschützt und eine verkehrgeographisch günstige Lage. Diese prähistorische Höhensiedlung gehört zu den Kulturgütern von nationaler Bedeutung.
Die Ausgrabungsstätte wurde von dem Historiker Werner Kuster als «die wohl reichste prähistorische Ausgrabungsstätte im Kanton St. Gallen» bezeichnet.

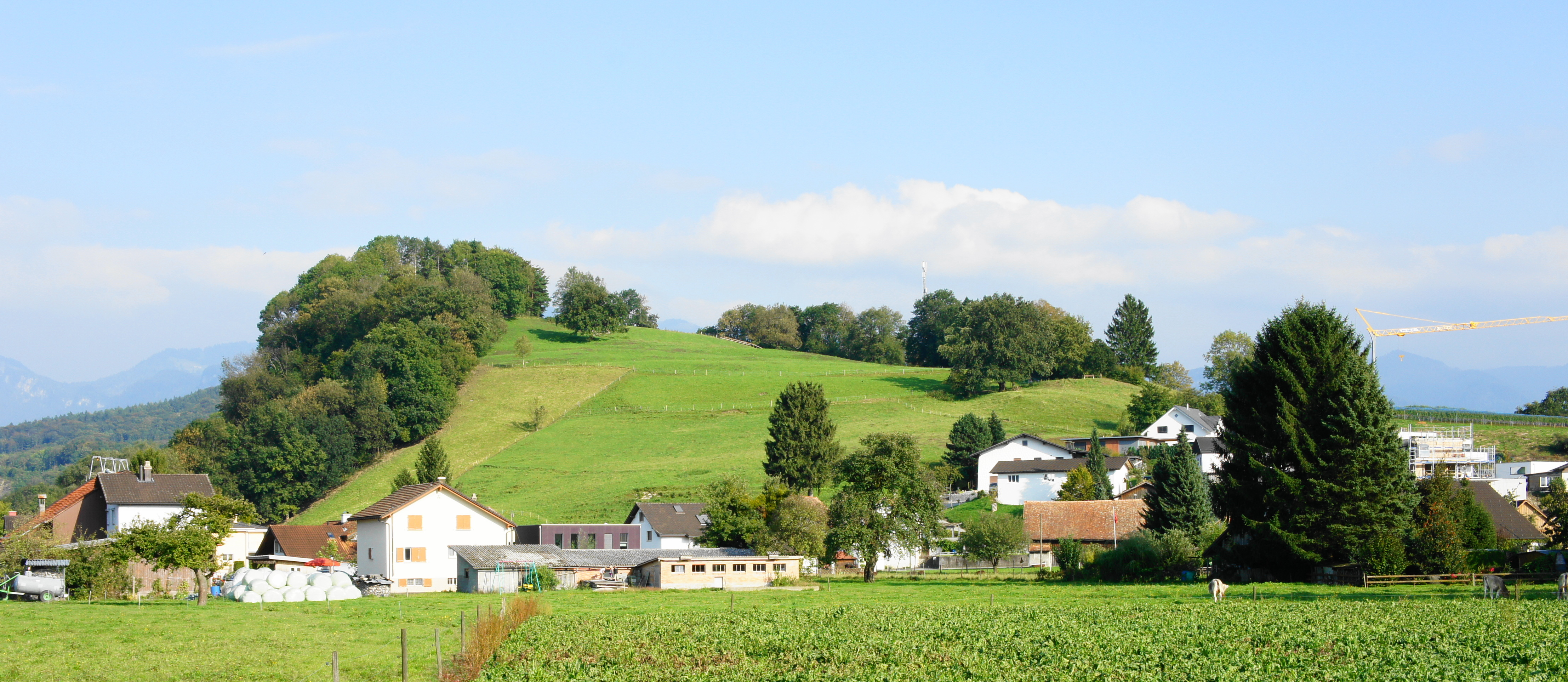
Montlingerberg West

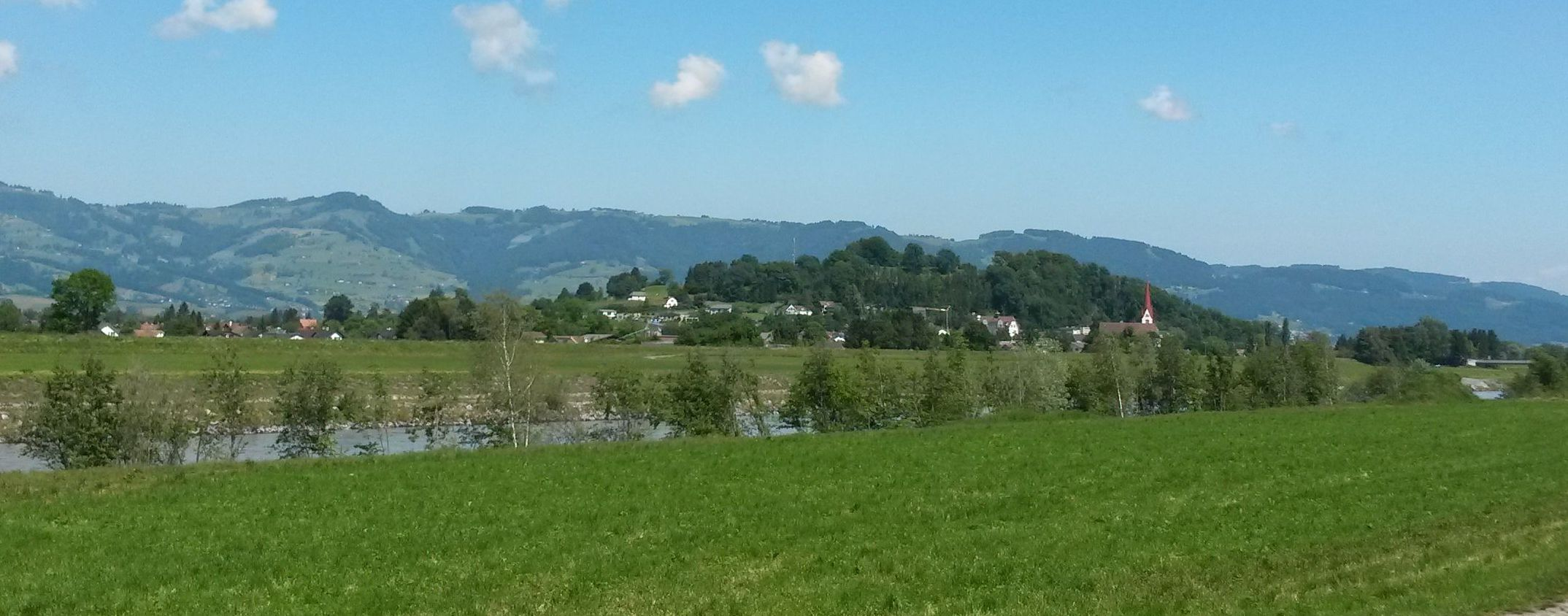
Montlingerberg mit dem Ort Montlingen und der Kirche

Das im Primarschulhaus Bergli untergebrachte Heimatmuseum gibt einen Überblick über die 3000-jährige Geschichte des Dorfes.

## Infrastruktur
Obwohl Montlingen an der A13 liegt, hat es keinen Autobahnanschluss. Aus Lärmschutzgründen verläuft die Autobahn für rund 300 Meter in einem Tunnel am Dorfkern vorbei. Die beiden nächsten Autobahnanschlüsse liegen in Kriessern und Oberriet.
Mit dem österreichischen Nachbardorf Koblach ist Montlingen mit einer Rheinbrücke verbunden. Diese 1967 eröffnete Betonbrücke ersetzt die nicht mehr vorhandene Holzbrücke aus dem Jahr 1876.
Das Oberstufenzentrum in Montlingen gehört zur Oberstufenschulgemeinde Oberriet-Rüthi. Weiter gibt es eine Primarschule und zwei Kindergärten.

## Baudenkmäler

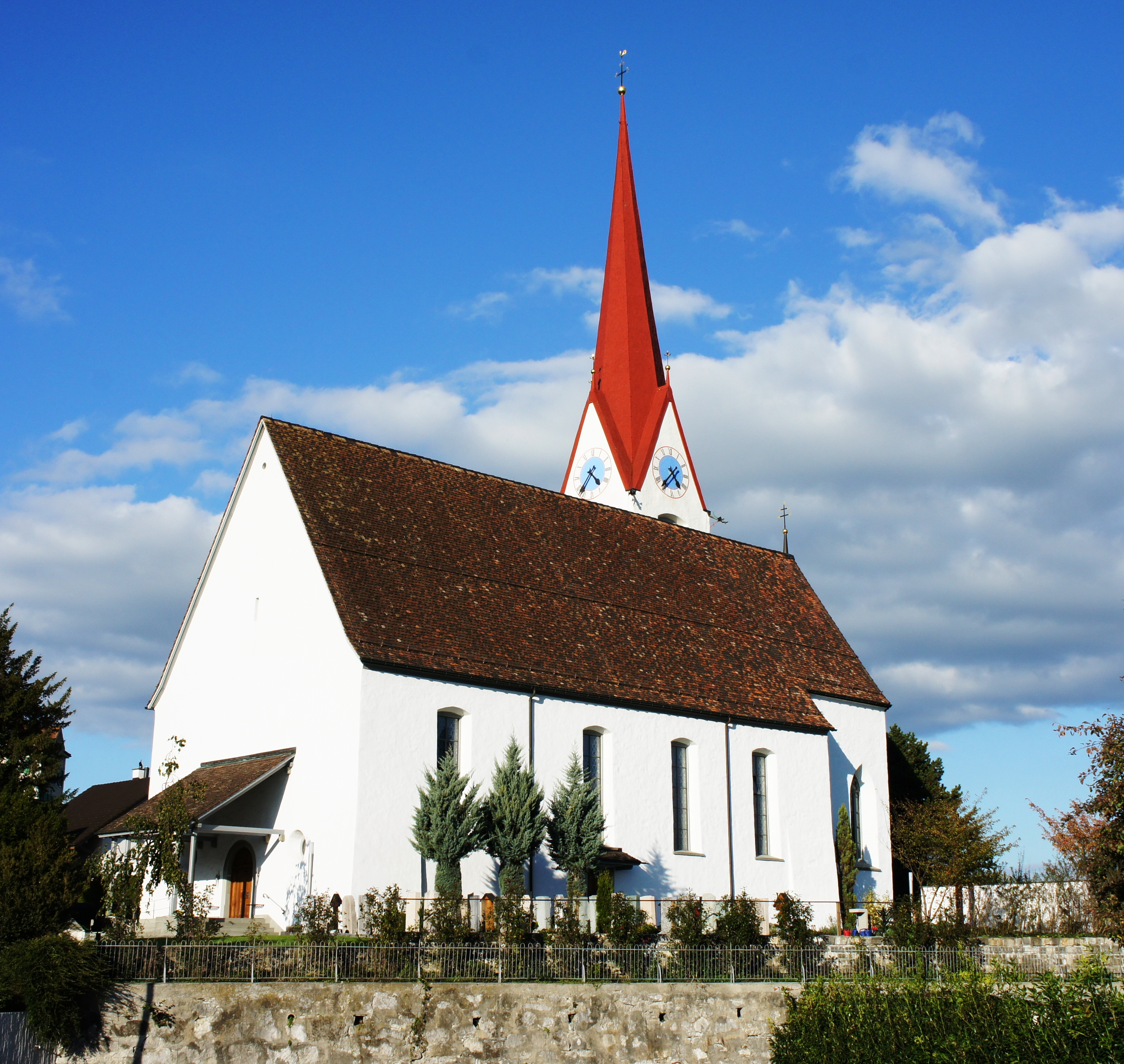
Pfarrkirche Johannes Baptista

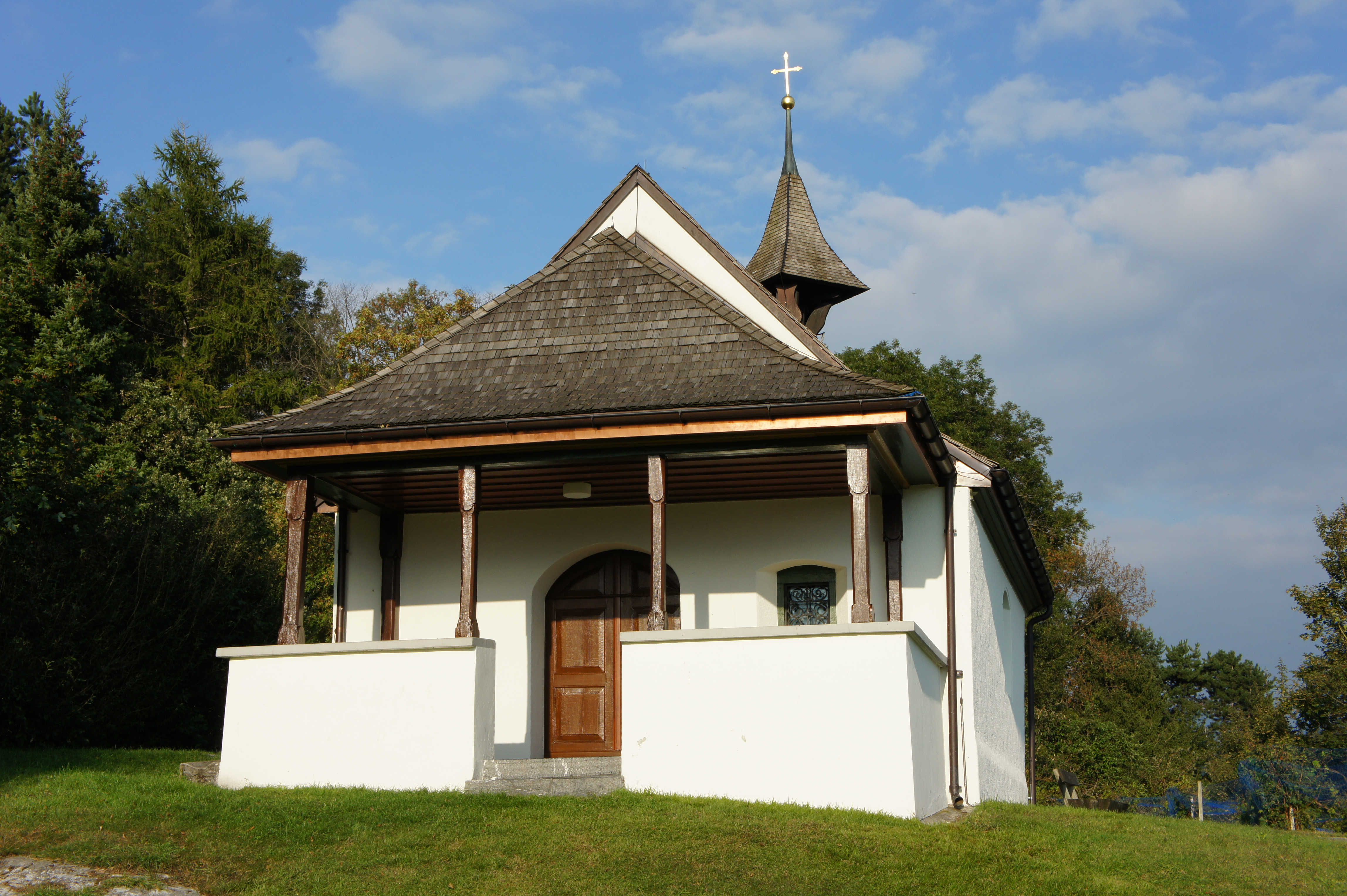
St.-Anna-Kapelle am Montlingerberg

Die katholische Pfarrkirche Johannes Baptista stammt in ihrer jetzigen Erscheinungsform mehrheitlich aus dem letzten Viertel des 17. Jahrhunderts. Nur der spätgotische Chor ist aus einem Vorläuferbau um 1500 erhalten geblieben. Bei der Gesamtrestaurierung 1958/59 wurden Fundamente der ersten Bauphase, einer einfachen Saalkirche aus dem ausgehenden 8. Jahrhundert und ein späterer südlicher Anbau (um die Jahrtausendwende) ergraben. Die Kirche dürfte ursprünglich eine königliche Eigenkirche und das kirchliche Zentrum des nahe gelegenen Reichshofes Kriessern gewesen sein. Im 13. Jahrhundert verlor die Kirche ihren Status als königliche Eigenkirche; das Patronat kam an die Herren von Ems, denen verschiedene andere Patronatsinhaber aus dem regionalen Adel folgten. Während der Reformationszeit blieb die Kirche katholisch. Zuletzt wurden Ende der 1990er-Jahre Renovationsarbeiten durchgeführt.
Den Weg auf den Montlingerberg entlang führt ein Kreuzweg mit 14 Stationen und als Abschluss ein Bildstock mit einer Statue des «Auferstandenen Christus». Auf halbem Weg steht die St.-Anna-Kapelle, ihr Alter ist unbekannt. In ihrem Chorraum über dem Altar ist eine Skulptur angebracht, die Anna selbdritt darstellt. Eine kleine Herz-Jesu-Kapelle steht im Kirchweg.

## Persönlichkeiten
- Hedwig Scherrer (1878–1940), Schweizer Künstlerin (lebte ab 1908 in ihrem selbst entworfenen Atelierhaus unterhalb der St.-Anna-Kapelle)
- Jakob Baumgartner (1926–1996), Schweizer Missions- und Liturgiewissenschaftler an der Universität Freiburg i. Ue.
- Georges Lüchinger (* 1965), Schweizer, in Liechtenstein wohnhafter Moderator, Showmaster, Kommunikationsunternehmer und Sportfunktionär (wuchs in Montlingen auf)